# Шахид Раджаи (порт)
Порт Шахида Раджаи — одна из двух частей порта Бендер-Аббас в южной провинции Хормозган в Иране. Он расположен на северном берегу Ормузского пролива. Порт Шахид Раджаи находится примерно в 15,6 км к юго-западу от порта Бандар-Аббас. Он назван в честь Мохаммеда-Али Раджаи.
Площадь порта Шахид Раджаи составляет около 2400 гектаров. Объём перевозок порта составляет 70 миллионов тонн груза в год, включая три миллиона TEU контейнерных грузов. Порт Шахид Раджаи состоит из 23 причалов с глубиной у борта 15 метров. Общая площадь крытого склада составляет более 19 гектаров. Длина порта составляет 23,5 км внутренних железнодорожных путей.
Морские путешественники, прибывающие в Иран через порт Шахид Раджаи, могут получить визу по прибытии. Порт Шахид Раджаи является особой экономической зоной.
В 2020 году Израиль предпринял кибератаку, которая затруднила работу порта Шахид Раджаи.

## Статистика
На порт Шахид Раджаи приходится 85 % от общего объёма погрузки и разгрузки, осуществляемой в портах Ирана. К 2011 году порт Шахид Раджаи занимал 44-е место среди 3500 крупнейших портов мира.
В конце декабря 2020 года было подписано шесть меморандумов о взаимопонимании между Организацией портов и морского судоходства (PMO) и иранскими компаниями об инвестировании около 2,38 млрд долларов США и дополнительных 800 млн евро на проекты развития внутренних районов порта Шахид Раджаи.

## Взрыв 2025 года
26 апреля 2025 года в порту произошел взрыв и пожар, в результате которого погибло не менее 70 человек, более 1200 получили ранения. Взрыв, произошедший около 12:20 по иранскому стандартному времени, произошел из-за нескольких контейнеров на причале порта, возможно, содержащих перхлорат аммония — химическое вещество, используемое в ракетном топливе. Взрыв произошел во время ирано-американских переговоров по иранской программе баллистических ракет, при этом министр иностранных дел Ирана заявил, что меры безопасности были приведены в состояние повышенной готовности.